# Shadow of Chinatown
Shadow of Chinatown é um seriado estadunidense de 1936, gênero suspense e policial, dirigido por Robert F. Hill, em 15 capítulos, estrelado por Bela Lugosi, Bruce Bennett e Joan Barclay. Produzido e distribuído pela Victory Pictures Corporation, veiculou nos cinemas estadunidenses a partir de 10 de outubro de 1936.
Foi lançada, no mesmo ano, uma versão resumida, editada em 71 minutos, sob o mesmo título. Este e Blake of Scotland Yard foram os dois seriados produzidos pela Victory Pictures Corporation, de Sam Katzman, ambos lançados simultaneamente nos cinemas em edições resumidas.

## Sinopse
Sonya Rokoff, atuando como representante de uma empresa de importação europeia, contrata Victor Poten (Bela Lugosi), um cientista louco eurasiano que odeia brancos e asiáticos, para arruinar o comércio turístico da Chinatown, em São Francisco. Rokoff logo percebe que Poten se tornou um monstro incontrolável, fora de seu controle. As atividades nefastas de Poten chamam a atenção de uma jornalista e seu namorado Martin Andrews, que começam a investigar os misteriosos e violentos acontecimentos em Chinatown.

## Elenco
- Bela Lugosi	 ...	Victor Poten
- Bruce Bennett	 ...	Martin Andrews (creditado Herman Brix)
- Joan Barclay	 ...	Joan Whiting
- Luana Walters	 ...	Sonya Rokoff, The Dragon Lady [Cap. 1-14]
- Maurice Liu	 ...	Willy Fu
- Charles King	 ...	Grogan [Cap. 1-13]
- William Buchanan	 ...	Healy
- Forrest Taylor	 ...	Capitão Walters [Cap. 1-7, 12-15]
- John Cowell	 ...	Homem branco na China [Cap. 1] (creditado Jack Cowell)
- James B. Leong	 ...	Wong [Cap. 5-13]
- Henry T. Tung	 ...	Dr. Wu [Cap. 1-5, 12-15]
- Paul Fung	 ...	Tom Chu [Cap. 1,2]
- George Chan	 ...	Luce [Cap. 1, 2, 7]
- Moy Ming	 ...	Charlie [Cap. 10-11]
- Robert F. Hill … pedestre

## Capítulos
1. The Arms of the Gods: 26.15
2. The Crushing Walls: 17.00
3. 13 Ferguson Alley: 17.00
4. Death on the Wire: 17.04
5. The Sinister Ray: 16.25
6. The Sword Thrower: 17.25
7. The Noose: 21.29
8. Midnight: 17.32
9. The Last Warning: 18.46
10. The Bomb: 20.00
11. Thundering Doom: 18.31
12. Invisible Gas: 18.22
13. The Brink of Disaster: 18.27
14. The Fatal Trap: 18.25
15. The Avenging Powers: 17.48

## Produção
Foi lançada, no mesmo ano, uma versão resumida, editada em 71 minutos, sob o mesmo título. Algumas fontes defendem ainda uma outra versão em 1942, sob o título Yellow Phantom.